# غريغ اندروز
غريغ اندروز (بالإنجليزية: Gregg Andrews)‏ هو نقابي ومغن مؤلف ومؤرخ أمريكي، ولد في 1950.